# Estación de Monumental
Monumental es una estación de la línea 2 del Metro de Barcelona y del Tram de Barcelona.
La estación está situada debajo de la calle Marina, en el distrito del Ensanche de Barcelona y se inauguró en 1995 con la apertura del primer tramo de la actual línea 2 del Metro de Barcelona.

## Historia
La estación Monumental formaba parte del trazado inicial de la Línea II, cuya construcción se inició en 1968. En noviembre de 1974 el Ministerio de Obras Públicas dio por finalizadas las obras del trazado, quedando únicamente pendiente el tramo entre las estaciones de Monumental y Sagrada Familia, ya que en el subsuelo de la plaza de toros las máquinas tuneladoras habían topado con un arroyo de aguas subterráneas. A pesar de lo avanzado de las obras, el proyecto se abandonó en 1975, y durante casi dos décadas los túneles y estaciones del trazado quedaron abandonados. 
La construcción de la Línea 2, incluyendo la estación de Monumental, se retomó en 1991, con vistas a los Juegos Olímpicos de Barcelona 1992, aunque las obras se dilataron tres años más. Finalmente, el 25 de septiembre de 1995 se abrió al público el primer trazado de la L2, entre Sagrada Familia y Sant Antoni, formado por seis estaciones, entre ellas Monumental. Al acto inaugural asistieron el presidente de la Generalidad, Jordi Pujol, el ministro de Obras Públicas, Josep Borrell, y el alcalde de Barcelona, Pasqual Maragall, entre otras autoridades.

## Líneas
| << cabecera | < estación | línea | estación >      | cabecera >>            |
| ----------- | ---------- | ----- | --------------- | ---------------------- |
| Metro       |            |       |                 |                        |
| Paral·lel   | Tetuan     |       | Sagrada Família | Badalona Pompeu Fabra  |
| Trambesòs   |            |       |                 |                        |
| Verdaguer   | Sicília    |       | Glòries         | Estación de San Adrián |